# Alexander Sussmann Adler
Alexander Sussmann Adler (geboren am 26. März 1816 in Schwebheim; gestorben am 16. Dezember 1869 in Lübeck) war ein deutscher Rabbiner und Abgeordneter der Bürgerschaft in Lübeck.

## Leben
Alexander Sussmann Adler war ein Sohn des Händlers Samson Adler und seiner Frau Miriam, geb. Fränkel. Er besuchte die Schule in Schwebheim, erhielt in Neuhaus bei Bad Kissingen Privatunterricht im Talmud und besuchte dann das Gymnasium Ludovicianum in Schweinfurt, das er 1839 mit dem Abitur verließ. Ab Oktober 1839 studierte er an der Universität Würzburg Philologie und jüdische Theologie. Zugleich war er Tutor an der Jeschiwa von Seligmann Bär Bamberger und ab 1842 Hauslehrer bei Samuel Frank. 1848 legte er die Staatsprüfung in Würzburg mit Auszeichnung ab und erhielt seine Rabbinatsdiplome durch die Rabbiner Abrahman Wechsler in Schwabach und Hayum Schwarz in Hürben. 
Adler kam nach Norddeutschland, zunächst nach Altona, und 1849 in die jüdische Gemeinde in Lübeck-Moisling als Prediger und Assistent des seit 1825 in Moisling amtierenden Rabbiners Ephraim Fischel Joel (1795–1851). 1851 wurde er offiziell Rabbiner der Gemeinde, die 1858 in die Lübecker Innenstadt umziehen konnte. Eine Berufung als Landesrabbiner nach Schwerin lehnte er 1855 ab. 1864 war er am Wiener Kompert-Prozess beteiligt und vertrat hier die Seite der ungarischen Orthodoxie. 
Von 1855 bis zu seinem Tod war er Mitglied der Lübecker Bürgerschaft.
Er heiratete 1850 Chana (Hannchen) Fischl Joel (1820–1889), die Tochter Ephraim Joels. Zu den Kindern des Paares gehörten Ephraim Adler und Esther Carlebach.
Das Ehepaar Adler wurde auf dem Jüdischen Friedhof in Moisling beigesetzt, wo ihr Grab erhalten ist.